# Dueling Banjos
 (octobre 2017).
Si vous disposez d'ouvrages ou d'articles de référence ou si vous connaissez des sites web de qualité traitant du thème abordé ici, merci de compléter l'article en donnant les références utiles à sa vérifiabilité et en les liant à la section « Notes et références ».
Dueling Banjos est un morceau instrumental composé par le musicien Arthur Smith ; il est connu grâce au film Délivrance, sorti en 1972.

## Histoire
En 1955, Arthur Smith compose un morceau instrumental nommé Feudin Banjos, qui contient des riffs de la chanson traditionnelle Yankee Doodle. Lors de l'enregistrement, il a utilisé un plectrum banjo à quatre cordes et était accompagné du banjo à cinq cordes bluegrass joué par le musicien Don Reno.
La première diffusion du morceau à grande échelle a lieu en 1963, avec la diffusion de l'épisode Briscoe Declares for Aunt Bee de la très populaire série The Andy Griffith Show. Dans cet épisode, l'instrumental Dueling Banjos est joué au cours de la visite de la famille mélomane des Darlings.
Le morceau devient très célèbre grâce au film Delivrance, sorti en 1972. S'ensuit une poursuite en justice, victorieuse pour Arthur Smith, le compositeur de l'instrumental, car la musique avait été utilisée sans sa permission. La version du film, arrangée et enregistrée par Eric Weissberg et Steve Mandell, sort en single en 1973 et se classe durant quatre semaines en 2e position du Billboard Hot 100, seulement devancée par l'inamovible Killing Me Softly with His Song de Roberta Flack. Elle a été également classée en 1re position dans les Cash Box et Record World durant une semaine et en 5e place sur le Singles chart Hot Country.

## Reprise
Une reprise a été jouée et enregistrée par Steve Ouimette (en utilisant cette fois une guitare électrique, une basse et une batterie), elle est disponible en contenu téléchargeable sur le jeu Guitar Hero: World Tour, sorti en 2008.
Le groupe britannique The Toy Dolls a également repris ce morceau sur son 7e album intitulé  Absurd-Ditties.

## Dans la culture
Sauf indication contraire ou complémentaire, les informations mentionnées dans cette section proviennent du générique de fin de l'œuvre audiovisuelle présentée ici.
- 2013 : Joséphine d'Agnès Obadia : musique additionnelle

## Source
- (en) Cet article est partiellement ou en totalité issu de l’article de Wikipédia en anglais intitulé « Dueling Banjos » (voir la liste des auteurs).